# Urmas Paet
Urmas Paet (Tallinn, 20 april 1974) is een Estisch politicus van de liberale partij Eesti Reformierakond. Sinds 3 november 2014 is hij lid van het Europees Parlement. Voordien zetelde hij in de regering van Estland als minister van Cultuur (2003-2005) en minister van Buitenlandse Zaken (2005-2014).

## Loopbaan
Paet studeerde politieke wetenschappen aan de Universiteit van Tartu. In de eerste helft van de jaren negentig werkte hij op de nieuwsredactie van radiozender Eesti Raadio. Daarna was hij tot 1999 werkzaam voor het dagblad Postimees. Hij was van 1999 tot 2003 districtshoofd van Nõmme in Tallinn.
Paet is lid van de Eesti Reformierakond. Hij werd minister van Cultuur in het kabinet onder leiding van premier Juhan Parts. Na de parlementsverkiezingen van 2003 werd het kabinet-Parts op 10 april 2003 beëdigd. Paet was sinds 2005 minister van Buitenlandse Zaken in de drie opeenvolgende kabinetten onder leiding van Andrus Ansip en in het kabinet van Taavi Rõivas.
Ansip werd in oktober 2014 benoemd tot vicevoorzitter van de commissie-Juncker en hij vroeg zijn partijgenoot Paet om hem als Europarlementariër te vervangen. Aanvankelijk zag Paet hiervan af, omdat hij vanwege de "spanningen in Europa" als minister van Buitenlandse Zaken de Estische belangen beter zou kunnen behartigen, maar ongeveer een week nadien besloot hij toch zijn ambt neer te leggen en in het Europees Parlement plaats te nemen. Hij werd als minister in het kabinet-Rõivas vervangen door Keit Pentus-Rosimannus.
In het Europees Parlement maakt Paet deel uit van de fractie van de Alliantie van Liberalen en Democraten voor Europa (ALDE). Hij is lid van de Commissie begroting (BUDG) en van de delegatie in de parlementaire samenwerkingscommissies EU-Kazachstan, EU-Kirgizië, EU-Oezbekistan en EU-Tadzjikistan, en voor de betrekkingen met Turkmenistan en Mongolië. Hij zit als plaatsvervanger in de Commissie regionale ontwikkeling (REGI) en hij maakt deel uit van de delegatie in de parlementaire samenwerkingscommissie EU-Oekraïne en de delegatie in de Parlementaire Vergadering Euronest.